# Stefania Skwirowska

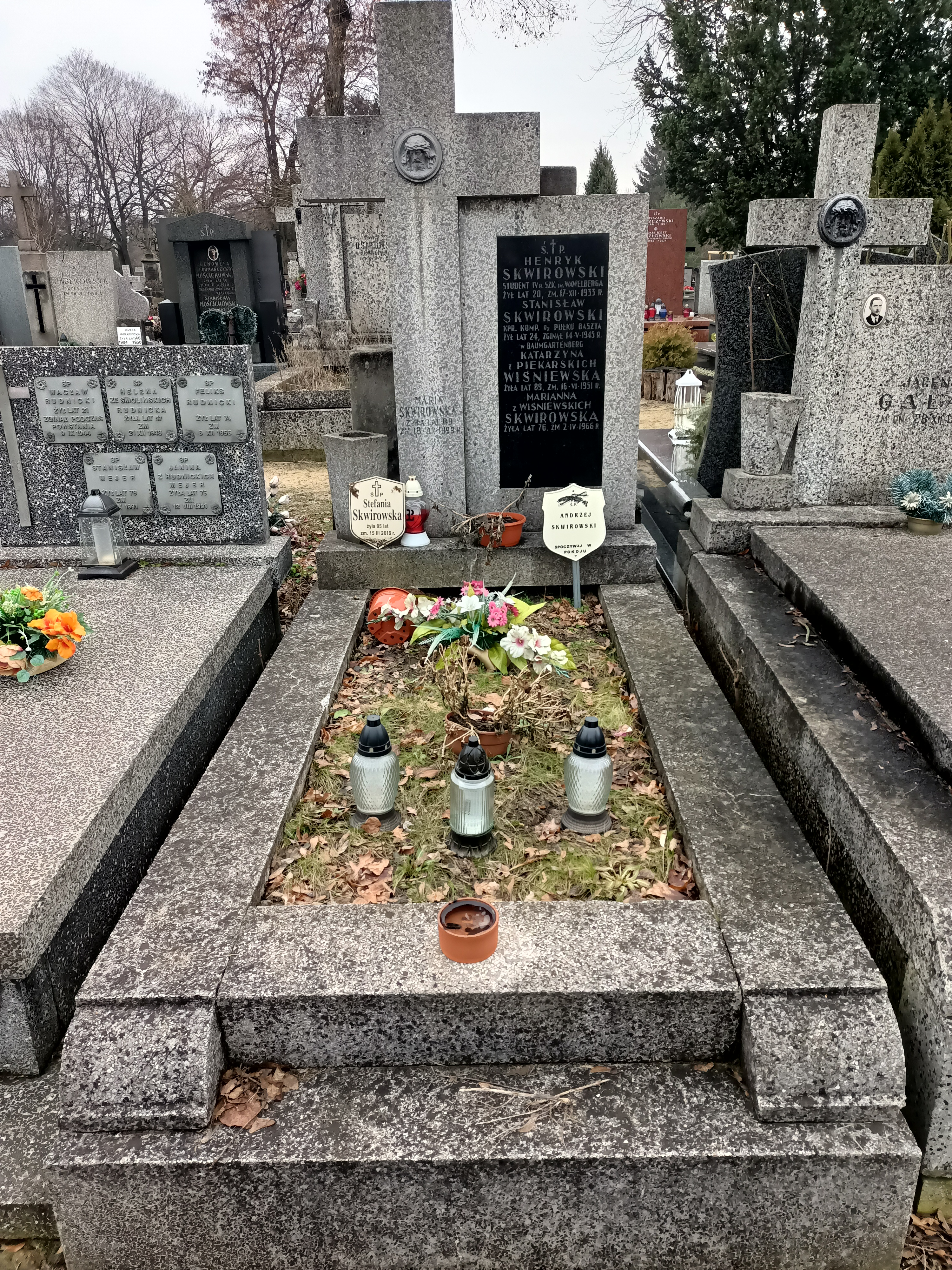
Nagrobek Stefanii Skwirowskiej na Cmentarzu Bródnowskim w Warszawie

Stefania Maria Skwirowska (ur. 27 września 1923 w Warszawie, zm. 15 marca 2019 tamże) – polska bibliografka, bibliotekarka w Bibliotece Narodowej i Bibliotece Teologicznej „Bobolanum” w Warszawie, harcerka, żołnierz Armii Krajowej, uczestniczka Powstania Warszawskiego, działaczka NSZZ „Solidarność”.

## Życiorys
Urodziła się 27 września 1923 roku w Warszawie . Przed wybuchem II wojny światowej rozpoczęła naukę w Żeńskim Liceum i Gimnazjum im. Anieli Wereckiej przy ulicy Foksal w Warszawie. Naukę kontynuowała na tajnych kompletach, gdzie uzyskała maturę. W latach 1943–1944 studiowała tajnie historię na podziemnym Uniwersytecie Warszawskim. Studia kontynuowała w latach 1945–1948, kończąc je uzyskaniem w 1950 roku dyplomu magistra filozofii w zakresie historii.
1 sierpnia 1946 roku rozpoczęła pracę w Bibliotece Narodowej (BN), początkowo w Dziale Uzupełniania Zbiorów, następnie w Dziale Druków Nowszych. Po ukończeniu w 1948 roku kursu dla bibliotekarzy naukowych zorganizowanego przez BN, a w 1950 roku – kursu bibliograficznego, zorganizowanego przez Ministerstwa Oświaty, 1 stycznia 1951 roku została zastępcą kierownika Działu Bibliografii Bieżącej Specjalistycznej w Instytucie Bibliograficznym BN. Od 1953 do 1983 roku (do emerytury) kierowała tym Działem, przekształconym w Zakład Bibliografii Zawartości Czasopism. W 1956 roku została kustoszem, w 1966 roku – kustoszem dyplomowanym, a w 1972 roku – starszym kustoszem dyplomowanym.
Od początku pracy zawodowej zajmowała się praktycznie i teoretycznie spisami bibliograficznymi, zwłaszcza bieżącą bibliografią narodową artykułów z czasopism („Bibliografia Zawartości Czasopism”) i wydawnictw ciągłych („Bibliografia Czasopism i Wydawnictw Zbiorowych”) oraz bibliografiami specjalnymi, m.in. druków wydawanych poza cenzurą (podziemnych). Doskonaliła metodykę bibliograficzną. Zaangażowana była także w prace nad automatyzacją bibliografii. W latach 1983–1992 pracowała w Bibliotece Teologicznej „Bobolanum” w Warszawie. Pod auspicjami Papieskiego Instytutu Studiów Kościelnych w Rzymie rozpoczęła prace nad gromadzeniem materiałów do wydawnictwa Bibliografia dell’Archivo Vaticano, co wiązało się z czasowym pobytem w Rzymie. Zebrane materiały opublikowane zostały w 2000 roku jako Bibliografia źródeł watykańskich cytowanych w polskich periodykach 1946–1990. W 1993 roku została ponownie zatrudniona w BN, początkowo w Zakładzie Uzupełniania Zbiorów, następnie w Instytucie Bibliograficznym. W 1994 roku podjęła pracę nad Bibliografią niezależnych wydawnictw ciągłych z lat 1976–1990. Książka otrzymała Nagrodę Naukową SBP im. Adama Łysakowskiego za rok 2001.
W latach 2005–2011 pracowała w BN jako wolontariuszka, uzupełniając i weryfikując bazę danych czasopism podziemnych.

### Działalność społeczna
Od 1937 do 1942 roku była harcerką X Warszawskiej Żeńskiej Drużyny Harcerskiej. W 1942 roku została przydzielona do V Obwodu (Mokotów) Warszawskiego Okręgu Armii Krajowej jako łączniczka wywiadu wojskowego (pseudonim „Lutyk”) . Dowódca „Czarny” (Witold Krassowski) zarejestrował Stefanię fikcyjnie jako pracowniczkę szpitala dla zakaźnie chorych przy ul. Chocimskiej. Po wybuchu powstania warszawskiego została łączniczką kompanii O 2 ppor. „Misiewicza” batalionu „Olza” pułku „Baszta”. Po upadku powstania znalazła się w obozie przejściowym w Pruszkowie, skąd dostała się do miejscowości Błonie pod Warszawą. Jej matka, brat Stanisław (pseudonim „Prus”) z żoną zostali wywiezieni do Austrii, gdzie brat zmarł. W czerwcu 1945 roku wróciła ze swoim dowódcą Witoldem Krassowskim do pracy w szpitalu zakaźnym w Warszawie. Od września 1945 do maja 1946 roku była zatrudniona w PCK Okręgu Warszawskiego.
W 1980 roku była członkiem założycielem NSZZ „Solidarność” w BN, sekretarzem i wiceprzewodniczącą Komisji Zakładowej. W 1981 roku była jedną z organizatorek strajku w BN . Działała aktywnie na rzecz środowiska kombatantów Armii Krajowej. Była członkiem Środowiska Żołnierzy Pułku AK „Baszta” oraz członkiem Światowego Związku Żołnierzy Armii Krajowej Okręgu Warszawa. Śledziła losy swoich koleżanek i kolegów z AK, była z nimi w kontakcie.
Zmarła 15 marca 2019 roku w Warszawie . Pochowana została na Cmentarzu Bródnowskim w Warszawie (kwatera 46 C, rząd 6, grób 16).

### Odznaczenia
Zestawienie zostało opracowane na podstawie Federowicz 2023 ↓, s. 293:
- Krzyż Kawalerski Orderu Odrodzenia Polski (1978)
- Krzyż Komandorski Orderu Odrodzenia Polski (2006)
- Warszawski Krzyż Powstańczy (1982)
- Krzyż Armii Krajowej (1994)
- Krzyż Pamiątkowy Akcji „Burza” i Odznaka pamiątkowa Akcji „Burza” oraz Odznaka „Weteran Walk o Wolność i Niepodległość Ojczyzny” (1990)
- Srebrny Medal „Zasłużony Kulturze Gloria Artis” (2013)

## Ważniejsze publikacje
Zestawienie zostało opracowane na podstawie Katalog 2023 ↓ :
- Bibliografia niezależnych wydawnictw ciągłych z lat 1976-1990. Warszawa: Biblioteka Narodowa, 2001 [współaut. Joanna Podurgiel].
- Bibliografia źródeł watykańskich cytowanych w polskich periodykach 1946-1990: Archivum Secretum Vaticanum, Archiwa Stolicy Apostolskiej poza Archivum Secretum Vaticanum, Bibliotheca Apostolica Vaticana: manuskrypty. Oprac. zespół, kierownictwo i red. Stefania Skwirowska; przy współpr. Ewy Poleszak i Grażyny Federowicz. Rzym; Warszawa: Papieski Instytut Studiów Kościelnych, 2000.
- Bibliographie des travaux des historiens polonais en langues étrangères parus dans les années 1945-1968. Wrocław: Zakład Narodowy. im. Ossolińskich, 1971.
- Bibliographie des travaux des historiens polonais en langues étrangères, parus dans les années 1969-1973. „Acta Poloniae Historica”, 1975.
- Bibliographie des travaux des historiens polonais, parus en langues étrangeres dans les années 1979-1982. „Acta Poloniae Historica”, 1984.
- Jan Paweł II poza cenzurą PRL: bibliografia 1976-1989. Rzym: Fundacja Jana Pawła II. Ośrodek Dokumentacji Pontyfikatu, 1996, [współaut. Anna Sitarska].
- Stan i kierunki rozwoju „Bibliografii Zawartości czasopism” jako członu bibliografii narodowej, [w:] Badanie potrzeb użytkowników Bibliografii Zawartości Czasopism. Materiały z konferencji, Warszawa 11-12 października 1973. Warszawa: Biblioteka Narodowa, 1977, s. 7-28.